# Hedleyite
La hedleyite è un minerale.